# Moca-Croce
Moca-Croce (korziško Macà è Croci) je naselje in občina v francoskem departmaju Corse-du-Sud regije - otoka Korzika. Leta 1999 je naselje imelo 221 prebivalcev.

## Geografija
Kraj leži v jugozahodnem delu otoka Korzike 39 km severno od Sartène.

## Uprava
Občina Moca-Croce skupaj s sosednjimi občinami Argiusta-Moriccio, Casalabriva, Olivese, Petreto-Bicchisano in Sollacaro sestavlja kanton Petreto-Bicchisano s sedežem v istoimenskem kraju. Kanton je sestavni del okrožja Sartène.
1. ↑  »Populations légales 2016«. Nacionalni inštitut za statistične in gospodarske raziskave. Pridobljeno 25. aprila 2019.